# Базилијано-Висандоне (Удине)
Базилијано-Висандоне је насеље у Италији у округу Удине, региону Фурланија-Јулијска крајина.
Према процени из 2011. у насељу је живело 2096 становника. Насеље се налази на надморској висини од 78 м.